# Галлхёпигген
Галлхёпи́гген (норв. Galdhøpiggen) — гора, высшая точка Норвегии и Скандинавских гор. Расположена в массиве Ютунхеймен, к северо-востоку от Согнефьорда на юго-западе Скандинавского полуострова (территория Норвегии). Сложена кристаллическими породами (габбро). Гора покрыта небольшими ледниками и вечными снегами. Является объектом туризма. Древний путь между городом Гудбрандсдаль и Согне-фьордом проходит рядом с данной возвышенностью.

## Название
Галлхёпигген переводится как «пик (горы) Галлхё». Одно из значений части названия «gald» — «дорога на крутом горном склоне», а часть «hø» означает «округлая гора».